# Olujna noć (1987.)
Olujna noć je hrvatski dramski televizijski film iz 1987. godine, redatelja Zrinka Ogresta koji je u svibnju 1987. osvoji specijalnu nagradu za dramatizaciju i režiju drame na Jugoslavenskom festivalu radiotelevizije u Neumu. Snimanje filma započelo je u prosincu 1986. u Gradecu. Temeljen prema istoimenoj pripovjetki Meše Selimovića, film je premijerno prikazan 21. rujna 1987. na Televiziji Zagreb.

## Radnja
Jedne zimske večeri kad na vrata obitelji Cerić zakuca vrlo bogat i ugledan susjed, Židov Katan. Njegova će molba posve uznemiriti obitelj Cerić...

## Glumačka postava
- Pero Kvrgić kao Cerić
- Semka Sokolović-Bertok kao Marta
- Zlatko Crnković kao židov Daniel Katan
- Vili Matula kao Zlatko
- Ivo Fici
- Zvonimir Ferenčić kao konobar
- Zvonko Strmac
- Sabrija Biser kao šef činovnik
- Zvonimir Zoričić kao Dominik
- Kruno Valentić kao tip u krčmi
- Kostadinka Velkovska kao Katanova supruga
- Dragan Milivojević kao logornik
- Rade Špicmiler
- Ivan Lovriček
- Vicko Ruić
- Rajko Bundalo
- Sergej Mioč
- Slavko Juraga kao vojnik
- Daniel Ruljančić kao Katanov sin

## Vanjske poveznice
- Olujna noć u internetskoj bazi filmova IMDb-a